# 25958 Battams
25958 Battams este o planetă minoră (asteroid) din centura de asteroizi. A fost descoperită pe 19 martie 2001 la Stația Anderson Mesa de Lowell Observatory Near-Earth-Object Search. 
Obiectul prezintă o orbită caracterizată de o semiaxă mare de 2,4144034 UAi, o excentricitate de 0,14, o înclinație de 0,81334 ° în raport cu ecliptica.